# Кубок Казахстану з футболу 2015
Кубок Казахстану з футболу 2015 — 24-й розіграш кубкового футбольного турніру в Казахстані. Переможцем всьоме став Кайрат.

## Перший раунд
Матчі пройшли 29 березня.
| Команда                  | рахунок | Команда                       |
| ------------------------ | ------- | ----------------------------- |
| Лашин (Каратау) (2)      | 0:2     | Булат-АМТ (Темиртау) (2)      |
| Киран (Шимкент) (2)      | 1:2     | Каспій (Актау) (2)            |
| ФК Екібастуз (2)         | 4:0     | Байтерек (Астана) (2)         |
| Байконур (Кизилорда) (2) | 0:1     | Кизилжар (Петропавловськ) (2) |
| Мактаарал (Атакент) (2)  | 0:1     | Акжайик (2)                   |

## Другий раунд
Матчі пройшли 11 - 12 квітня.
| Команда             | рахунок     | Команда                       |
| ------------------- | ----------- | ----------------------------- |
| Спартак (Семей) (2) | 1:0         | Кизилжар (Петропавловськ) (2) |
| Восток (2)          | 2:2,пен.1:4 | Акжайик (2)                   |
| ФК Екібастуз (2)    | 2:0         | Булат-АМТ (Теміртау) (2)      |
| Каспій (Актау) (2)  | 1:1,пен.7:8 | ЦСКА (Алмати) (2)             |

## 1/8 фіналу
Матчі пройшли 29 квітня.
| Команда            | рахунок        | Команда             |
| ------------------ | -------------- | ------------------- |
| Кайсар             | 1:0            | Спартак (Семей) (2) |
| ФК Екібастуз (2)   | 2:3            | Астана              |
| Шахтар (Караганда) | 1:2            | Окжетпес            |
| Ордабаси           | 0:1            | Тараз               |
| Тобол (Костанай)   | 2:1            | ЦСКА (Алмати) (2)   |
| Акжайик (2)        | 0:5            | Актобе              |
| Атирау             | 0:1            | Жетису              |
| Кайрат             | 0:0 (пен. 4:1) | Іртиш               |

## Чвертьфінали
Матчі пройшли 20 травня.
| Команда          | рахунок | Команда |
| ---------------- | ------- | ------- |
| Окжетпес         | 2:3     | Актобе  |
| Тобол (Костанай) | 2:0     | Жетису  |
| Кайсар           | 1:2     | Астана  |
| Кайрат           | 4:1     | Тараз   |

## Півфінали
Перші матчі пройшли 2 червня, матчі-відповіді відбулись 23 вересня.
| Команда          | рахунок | Команда | 1-й матч | 2-й матч |
| ---------------- | ------- | ------- | -------- | -------- |
| Актобе           | 1:3     | Астана  | 0:2      | 1:1      |
| Тобол (Костанай) | 1:5     | Кайрат  | 0:3      | 1:2      |

## Фінал
Матч пройшов 21 листопада
| Команда | рахунок | Команда |
| ------- | ------- | ------- |
| Астана  | 1:2     | Кайрат  |